# آنتونیو بوآ
آنتونیو بوآ (انگلیسی: Antonio Bua؛ زادهٔ ۲۳ اوت ۱۹۹۰) بازیکن فوتبال اهل ایتالیا است.